# Visual Logic
Visual Logic es una herramienta de autor gráfica que permite al alumnado escribir y ejecutar programas que utilizan flowcharts. Es típicamente utilizado en la academia para enseñar conceptos introductorios de programación.